# 1245 هـ
1245 هـ هي سنة في التقويم الهجري امتدت مقابلةً في التقويم الميلادي بين سنتي 1829 و1830.

## أحداث
- الأمام تركي بن عبد الله يضم الإمارات العربية المتحدة مساحتها كلها تحت حكمه.

## مواليد
- الشنقيطي التركزي
- محمد سعيد بابصيل
- محمد كامل الطرابلسي
- الخديوي إسماعيل
- حسين النوري الطبرسي
- عبد العزيز الأول
- قاسم الغواص
- محمد شوقي أفندي
- وليم رايت
- يوسف داود (كاتب)

## وفيات
- محمود جلال الدين
- علي بن محمد بن عبد الوهاب
- عثمان الحيائي الجليلي
- أحمد النراقي